# Elzas-Lotaringija
Carsko područje Elzas-Lotaringija (njemački: Reichsland Elsass-Lothringen)   bio je teritorij stvoren unutar Njemačkog Carstva godine 1871. nakon što je pripojena većina Elzasa i regija Moselle unutar Lorene nakon njihove pobjede u francusko-pruskom ratu. Elzaški dio leži u dolini na zapadnoj obali Rajne i istočno od Vogeza. Lorenski dio je bio u gornjoj dolini Moselle u sjevernom dijelu Vogeza.
Carsko područje Elzas-Lotaringija je bilo sastavljeno od 93 % Elzasa (7 % i dalje ostaje francusko) i 26 % Lorene (74 % i dalje ostaje francusko). Zbog povijesnih razloga, određene zakonske odredbe i dalje se primjenjuju u području u obliku lokalnih zakona. U odnosu na njegov poseban pravni status, od svog vraćanja Francuskoj nakon Prvog svjetskog rata, područje je upravno nazivano kao Alsace-Moselle. 